# آقالتين (مزرباط)
آقالتين هي بلدة في مقاطعة مزرباط في ولاية صرخنداريا في أوزبكستان.